# Kurt Lundqvist
Kurt Lundqvist (* 20. November 1914; † 26. März 1976) war ein schwedischer Leichtathlet.
Der Hochspringer Kurt Lundqvist gewann überraschend bei den Europameisterschaften 1938 in Paris. Mit 1,97 Meter sprang er drei Zentimeter höher als die beiden Finnen Kalevi Kotkas und Lauri Kalima. Er profitierte dabei davon, dass der Titelverteidiger Kotkas gleichzeitig am Finale im Hochsprung und im Diskuswurf, wo er Vierter wurde, teilnahm.